# Rosal Colon
Rosal Colon (* 13. April 1986) ist eine US-amerikanische Theater- und Filmschauspielerin.

## Leben
Rosal Colon ist seit 2010 als Theater- und Filmschauspielerin tätig. Im Theater spielte sie 2010 in dem Broadway-Stück A Free Man of Color und 2011 bei The Motherfucker with the Hat mit und war danach überwiegend am Off-Broadway zu sehen. Ab 2016 war sie in der Serie Orange Is the New Black als Ouija zu sehen.

## Filmografie (Auswahl)
- 2016–2018: Orange Is the New Black (Fernsehserie, 27 Folgen)
- 2018: Can You Ever Forgive Me?
- 2019: The Dead Don’t Die
- 2020: Lost Girls